# Gustav Holzmüller

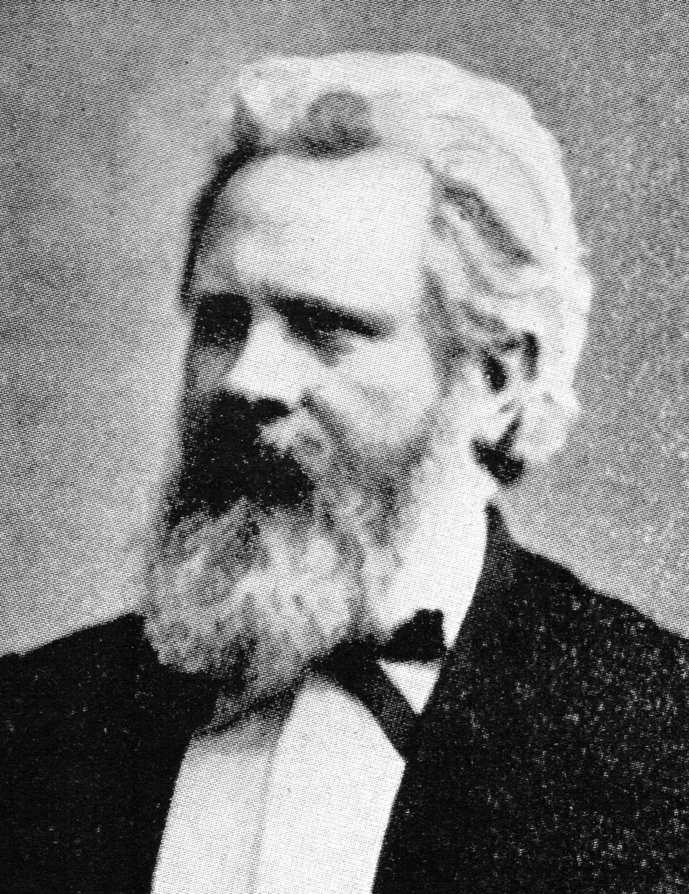
Gustav Holzmüller, um 1890

Gustav Holzmüller (* 2. Januar 1844 in Merseburg; † 27. November 1914  in Charlottenburg bei Berlin) war ein deutscher Mathematiker und Direktor der Provinzial-Gewerbeschule in Hagen, der späteren Höheren Maschinenbauschule und heute einer der Standorte der Fachhochschule Südwestfalen.

## Leben
Holzmüller studierte Mathematik und Physik an der Universität Halle, wo er 1870 promoviert wurde (Über die Anwendung der Jacobi-Hamiltonschen Methode auf den Fall der Anziehung nach dem electrodynamischen Gesetze von Weber).
Danach war er zunächst Hilfslehrer in Salzwedel und Merseburg, 1871 Lehrer am Domgymnasium Magdeburg, 1872 in Elberfeld und 1874 Direktor der Gewerbeschule und späteren höheren Maschinenbauschule in Hagen. 1881 wurde er Mitglied der Leopoldina.
Daneben veröffentlichte er mathematische Aufsätze und Schriften zur Schulreform. Er propagierte für die Einrichtung höherer Schulen ohne Lateinunterricht (Realschulen und Oberrealschulen) und war von 1894 bis 1901 der Herausgeber einer Zeitschrift für lateinlose höhere Schulen. 1897 ging er aus gesundheitlichen Gründen in den Ruhestand, widmete sich ganz der Mathematik und veröffentlichte mehrere Lehrbücher.
Gustav Holzmüller war seit 1883 Mitglied des Vereins Deutscher Ingenieure (VDI) und zeitweiliges Vorstandsmitglied des VDI-Bezirksvereins an der Lenne. Er starb 1914 im Alter von 70 Jahren in Charlottenburg bei Berlin und wurde auf dem Alten Zwölf-Apostel-Kirchhof in Schöneberg bei Berlin beigesetzt. Das Grab ist nicht erhalten.
Gustav Holzmüller wurde mit dem Roten Adlerorden IV. Klasse und III. Klasse ausgezeichnet. Der VDI-Bezirksverein an der Lenne ernannte ihn bei seinem Ausscheiden aus dem Vorstand zu seinem Ehrenmitglied.

## Schriften
- Geschichte der Hagener Gewerbeschule. Butz, Hagen 1884
- Der Kampf um die Schulreform in seinen neuesten Phasen. Hagen 1890 Online
- Elemente der Stereometrie. 4 Bände, Leipzig, Göschensche Verlagshandlung, 1900–1902
- Einführung in die Theorie der isogonalen Verwandtschaften und der conformen Abbildungen. Teubner 1882,Online
- Einführung in das stereometrische Zeichnen. Mit Berücksichtigung der Krystallographie und Kartographie. Teubner 1886. Online
- Methodisches Lehrbuch der Elementarmathematik. Teubner 1894 (auch ins Spanische übersetzt) Online
- Die neueren Wandlungen der elektrischen Theorie einschließlich der Elektronentheorie. Springer Verlag 1906